# گوردون دی مین
گوردون دی مین (انگلیسی: Gordon De Main؛ ‏ ۲۸ سپتامبر ۱۸۸۶ – ۵ مارس ۱۹۵۴) بازیگر اهل ایالات متحده آمریکا بود.
از فیلم‌هایی که وی در آن‌ها نقش داشته‌است، می‌توان به مزرعه رنگین‌کمان، جاسوسی، آخرین قطار از مادرید، جلوی سحر را بگیرید، از میان اقیانوس آرام، صحبت تمامی شهر، پرنده آتشین، ما دوباره زندگی می‌کنیم، مزاحم، اسب شیطان، مادر و پسر، راز وکیل، عقاب‌های جوان و خیابان شانس اشاره نمود.